# Quadrilla (grup de gent)
Una quadrilla (cotrilla en català rossellonès) és una paraula d'origen castellana que en el seu sentit estricte significa un grup de quatre persones.
Per extensió es pot utilitzar per un grup de persones que s'ajunten per dur a terme algun treball conjunt o tractar d'un tema d'interès comú: una quadrilla de lladres o un grup armat de la Santa Hermandad creat pels Reis Catòlics el 1476 per controlar el bandolerisme i la noblesa, al segle xvi un grup de 4, 8 o 12 dansaires que participaven en una entrée o el conjunt de toreros dirigit per un primer espasa, d'una colla de lladres dirigits per un capità, d'un estol de nois entremaliats, etc. Antigament, es referia a les quadrilles de llauradors que treballaven conjuntament al camp a la collita o a l'era de batre.

## Quadrilles de bandolers catalans[8]
- De vint homes: la quadrilla de Perot Rocaguinarda (1608) o la dels germans Magrit (1627).
- De quaranta homes: la quadrilla de Gabriel Torrent de la Goula, àlies Trucafort (1612).
- De cent homes: la de Joan Pons (1571)
- De cent cinquanta homes: la quadrilla d'en Palmerola (1575).
- De dos-cents homes: la de Felip de Queralt (1592) o la del mateix Rocaguinarda(1610).
- De xifres molt superiors: com els set-cents homes utilitzats per Tomàs de Banyuls, senyor de Nyer (1581)

## Quadrilles en les arts
- Una cançoneta nova, cançó popular, música d'Eduard Toldrà i Soler[9]

| « | Una cançoneta nova, minyons, vos la vull cantar. Treta n'és d'una quadrilla, que es volien acoblar. Per anar a fer-ne un robo, al fondo de l'Empordà. | » |

- La quadrilla dels onze (Ocean's Eleven), pel·lícula de Lewis Milestone (1960)